# 波斯王子：武者之心
《波斯王子：武者之心》（以下简称武者之心）是育碧软件开发的一款动作冒险角色扮演游戏，是《波斯王子：时之砂》的续作。
游戏在前作的基础上，大幅度增加了动作元素，王子可以手持双武器，也可以偷取敌人的武器来使用。这些更新增加了游戏的血腥度，因此ESRB将它定为M级游戏。
游戏的PSP版本由Pipeworks开发，命名为《波斯王子：启示》，发布于2005年12月6日，PSP版本增加了三个原作中没有的地图。在此之后育碧还在2010年发售了《武者之心》的iOS版和对应PS3平台的PlayStation Network的高清下载版。

## 剧情
在前作《时之砂》的故事发生七年之后，王子发现自己被达哈卡（Dahaka）追杀。达哈卡是时间线的守护者，而王子由于使用时之沙而破坏了时间线，达哈卡的任务就是除去王子来恢复时间线。
在向一位老哲人询问之后，王子得知时之岛的存在，时之岛是时之沙诞生的地方，而时之沙是时之女皇创造的。王子即刻出发前往时之岛去阻止时之沙的诞生，他以为这样就可以摆脱被达哈卡追杀的命运。
通向时之岛女皇之殿的路途充满了障碍，先是王子的船队被由夏蒂（Shahdee）率领的敌人进攻，船员全军覆没，而王子在败于夏蒂之后顺流漂到时之岛。王子在时之岛又遇到了夏蒂，一路追击之下，王子与夏蒂一道通过时空之间传送回了“过去”的时间。在“过去”中，王子救下了即将被夏蒂杀死的红衣女郎。在红衣女郎的帮助下，王子得知进入女皇之殿的方法，红衣女也告诉王子自己叫凯琳娜（Kaileena）。
在开启女皇殿机关的途中，王子多次遇到一个“丑陋的黑色怪物”，怪物虽多次与之对视，却不攻击他。在即将进入女皇之殿前，王子再次遇到达哈卡，王子正惊诧于为何会在“过去”的时间里遇到达哈卡，这時黑色怪物挺身而出，被达哈卡杀死。王子进入女皇殿便发现，凯琳娜就是时之女皇，是她派夏蒂阻击王子，也是她故意说出进殿方法，企图通过危险的机关害死王子。女皇说她通过感知未来得知自己会被王子杀死，而改变这一命运的方法就是先杀死王子。然而王子还是将女皇杀死。
王子回到现在，为自己逃离Dahaka魔掌而松口气，而达哈卡的突然降临使王子陷入绝望。王子这才意识到，女皇死亡后就变成了时之沙。在岛上一处古墓中，王子从石刻中了解了印度公王穆罕默德来岛上寻找时之沙，并且通过“面具”获得第二次机会的故事。丧失信心的王子重新鼓起勇气，找到并带上了幽魂面具（the Mask of the Wraith）而他自己也变成了沙之幽魂（the Sand Wraith），也就是之前看到的“黑色怪物”。在女皇殿前面对达哈卡时，他衝向达哈卡，為免重蹈達哈卡杀死沙之幽魂(主角)的覆徹，在达哈卡發出攻擊的同時，沙之幽魂(主角)把王子(NPC)推到達哈卡面前，達哈卡杀死了王子(NPC)，面具也脱落了，沙之幽魂回復了王子身份。然後王子又像从前一样站在女皇殿前同一位置。 王子认为，如果将女皇带到“现在”时间，那么即使女皇死亡，也不会影响到自己。
官方结局 (集齊 9 個加血點, 有拿到水之刃):
王子把女皇带到现在时间，达哈卡出现并要杀死女皇，王子发现达哈卡惧怕水，于是二人使用“水之刃”除掉了达哈卡。王子与時之女皇一起回到巴比伦。
正常结局 (沒有拿水之刃):
王子进入女皇殿，依然杀死了女皇回巴比伦。这是达哈卡出现并摧毁了女皇的尸体（因为女皇不应该出现在现在时间），它没有杀死王子而是摧毁了王子的时之徽章（Time Medallion）。此后达哈卡彻底从王子的世界消失，王子也启程返回。